# Спокойное (Крым)
Споко́йное (до 1948 года Терменчи́; укр. Спокійне, крымскотат. Dermenci, Дерменджи ) — село в Симферопольском районе Республики Крым, входит в состав Донского сельского поселения (согласно административно-территориальному делению Украины — Донского сельского совета Автономной Республики Крым).

## Население
| 2001 | 2014 |
| ---- | ---- |
| 47   | ↘37  |

Всеукраинская перепись 2001 года показала следующее распределение по носителям языка
| Язык             | Процент |
| ---------------- | ------- |
| русский          | 76,6    |
| украинский       | 14,89   |
| крымскотатарский | 8,51    |

### Динамика численности
| - 1805 год — 204 чел. - 1864 год — 59 чел. - 1887 год — 81 чел. - 1892 год — 71 чел. - 1902 год — 46 чел. - 1915 год — 65/8 чел. - 1926 год — 88 чел. | - 1939 год — 88 чел. - 1950 год — 174 чел. - 1989 год — 48 чел. - 2001 год — 47 чел. - 2009 год — 46 чел. - 2001 год — 47 чел. - 2014 год — 37 чел. |

## Современное состояние
В Спокойном 3 улицы, площадь, занимаемая селом, 5 гектаров, на которой в 30 дворах, по данным сельсовета на 2009 год, числилось 46 жителей.

## География
Село Спокойное расположено на северо-востоке района, примерно в 20 километрах (по шоссе) от Симферополя, ближайшая железнодорожная станция Симферополь — примерно в 22 километрах. Спокойное находится на стыке предгорной и степной зон Крыма, в низовьях долины реки Бештерек, высота центра села над уровнем моря — 213 м. Соседние сёла Давыдово — около километра ниже по долине и Донское примерно в 2,5 км выше. Спокойное фактически состоит из трёх частей на расстоянии 200—300 м друг от друга вдоль русла Бештерека — бывшие сёла Дерменджи и Керменчи, объединённых в Терменчи ещё в начале XIX века. Транспортное сообщение осуществляется по региональной автодороге 35Н-508 Клёновка — Донское (по украинской классификации С-0-11313) от шоссе 35К-003 Симферополь — Феодосия.

## История
В последний период Крымского ханства деревня относилась к Акмечетскому каймаканству Ашага ичкийскому кадылыку, что записано в Камеральном Описании Крыма 1784 года (как Дегирменджи). После присоединения Крыма к России (8) 19 апреля 1783 года, (8) 19 февраля 1784 года, именным указом Екатерины II сенату, на территории бывшего Крымского Ханства была образована Таврическая область и деревня была приписана к Симферопольскому уезду. После Павловских реформ, с 1796 по 1802 год, входила в Акмечетский уезд Новороссийской губернии. По новому административному делению, после создания 8 (20) октября 1802 года Таврической губернии, Терменчи был включён в состав Кадыкойкой волости.
В Ведомости о всех селениях в Симферопольском уезде состоящих с показанием в которой волости сколько числом дворов и душ… от 9 октября 1805 года, записана Дегерменджи, в которой в 38 дворах проживало 204 крымских татарина. На военно-топографической карте генерал-майора Мухина 1817 года деревня Дерменджи обозначена без указания числа дворов. После реформы 1829 года Терменчи включили в состав Сарабузской волости. Позже население деревни сокращалось, возможно, вследствие эмиграций татар в Турцию. На карте 1836 года в деревне 34 двора, как и на карте 1842 года.
В 1860-х годах, после земской реформы Александра II, деревню приписали к Зуйской волости. В Списке населённых мест по сведениям 1864 года записано, что Дерменджи — владельческая татарская деревня с 9 дворами, 59 жителями и мечетью при речкѣ Бештерекѣ (на трёхверстовой карте Шуберта 1865—1876 года в деревне Терменчик 15 дворов). В 1887 году, согласно «Памятной книге Таврической губернии 1889 года» в Тырменчи в 22 дворах числился 81 житель.
После земской реформы 1890 года, Терменчи отнесли к Табулдинской волостии. Согласно «…Памятной книжке Таврической губернии на 1892 год», в деревне Дерменджи, входившей в Алексеевское сельское общество, было 71 житель в 15 домохозяйствах, все безземельные. По «…Памятной книжке Таврической губернии на 1902 год» на хуторе Терменчи числилось 46 жителей в 10 домохозяйствах, а на хуторе Керменчи — 7 жителей в 1 домохозяйстве, оба входили в Алексеевское сельское общество. По Статистическому справочнику Таврической губернии. Ч.II-я. Статистический очерк, выпуск шестой Симферопольский уезд, 1915 год, в деревне Терменчи Табулдинской волости Симферопольского уезда числилось 10 дворов со смешанным населением в количестве 65 человек приписных жителей и 8 — «посторонних», из которых 38 мужчин и 35 женщин. Жители владели 480 десятинами удобной земли. В хозяйствах имелось 92 лошади, 10 волов и 9 коров. Согласно списку 1915 года «…отдельных русских подданных из австрийских, венгерских или германских выходцев, владеющих землёю…» при деревне Терменчи значится Рапп Эмануил Тобиасович, владевший двумя участками 411 десятинами 1588 квадратных саженей и 569 десятин 680 квадратных саженей земли.
После установления в Крыму Советской власти, по постановлению Крымревкома от 8 января 1921 года была упразднена волостная система и село включили в состав вновь созданного Сарабузского района Симферопольского уезда, а в 1922 году уезды получили название округов. 11 октября 1923 года, согласно постановлению ВЦИК, в административное деление Крымской АССР были внесены изменения, в результате которых был ликвидирован Сарабузский район и образован Симферопольский и село включили в его состав. Согласно Списку населённых пунктов Крымской АССР по Всесоюзной переписи 17 декабря 1926 года, в селе Терменчи (татарский), Осминского сельсовета Симферопольского района, числилось 20 дворов, все крестьянские, население составляло 88 человек, из них 51 крымский татарин, 20 немцев, 17 русских, действовала русско-татарская школа, а на хуторе Терменчи (русский), того же сельсовета 8 дворов, 39 жителей, все русские. Постановлением ВЦИК от 10 июня 1937 года был образован новый, Зуйский район, в который вошло село. По данным всесоюзной переписи населения 1939 года в селе проживало 88 человек. Вскоре после начала Великой Отечественной войны, 18 августа 1941 года крымские немцы из Терменчи были выселены, сначала в Ставропольский край, а затем в Сибирь и северный Казахстан.
В 1944 году, после освобождения Крыма от фашистов, согласно Постановлению ГКО № 5859 от 11 мая 1944 года, 18 мая крымские татары были депортированы в Среднюю Азию. 12 августа 1944 года было принято постановление № ГОКО-6372с «О переселении колхозников в районы Крыма» и в сентябре 1944 года в район приехали первые новоселы (212 семей) из Ростовской, Киевской и Тамбовской областей, а в начале 1950-х годов последовала вторая волна переселенцев из различных областей Украины. С 25 июня 1946 года Терменчи в составе Крымской области РСФСР. Указом Президиума Верховного Совета РСФСР от 18 мая 1948 года Терменчи переименовали в Спокойное. 26 апреля 1954 года Крымская область была передана из состава РСФСР в состав УССР. На 1953 год население составило 174 человека.
В 1959 году был упразднён Зуйский район и село включили в состав Симферопольского. Время включения в состав Краснокрымского сельсовета пока не установлено: на 15 июня 1960 года село уже числилось в его составе. Решением Крымоблисполкома от 27 июля 1962 года № 784, Краснокрымский сельсовет переименован в Донской, в который включили Спокойное. Указом Президиума Верховного Совета УССР «Об укрупнении сельских районов Крымской области», от 30 декабря 1962 года Симферопольский район был упразднён и село присоединили к Белогорскому. 1 января 1965 года, указом Президиума ВС УССР «О внесении изменений в административное районирование УССР — по Крымской области», вновь включили в состав Симферопольского. По данным переписи 1989 года в селе проживало 48 человек. С 12 февраля 1991 года село в восстановленной Крымской АССР, 26 февраля 1992 года переименованной в Автономную Республику Крым. С 21 марта 2014 года в составе Крыма аннексировано Россией.